# Obalčari
Obalčari (Plecoptera) red su manjih kukaca tamne boje, nježnih opnastih krila koji žive u pokraj potoka i rijeka. Osjetljivi su na zagađenje vode i njihova prisutnost jamči čistoću vode.

## Izgled
Oba para krila su im nježna i opnasta, pri mirovanju položena ravno na zadak, u letu se svaki par pokreće neovisno o drugome. Tijelo im je dugačko i splošteno, noge robusne, na zatku privjesci. Usni organi su za grizenje, gornje čeljusti smanjene, ticala duga i četinasta, sastavljene oči malene.

## Ličinke
Prije nego položi jaja u vodu ženka ih neko vrijeme nosi na sebi slijepljena u sluzavu grudicu. Ličinke žive u tekućoj vodi ispod kamenja. Na prsima imaju čuperke uzdušničkih škrga. Neke se hrane biljem a neke love ličinke vodencvjetova. Razvijaju se jednu do četiri godine, presvlače se 10 do 30 puta, kao odrasli žive samo nekoliko tjedana.

## Porodice
U svijetu je poznato oko 3 500 vrsta. U Hrvatskoj žive porodice: Taeniopterygidae, Nemouridae, Leuctridae, Perlodidae, Perlidae, Chloroperlidae.

## Sistematika
- Podred Antarctoperlaria
  - Natporodica Eusthenioidea Banks, 1913
  - Natporodica Gripopterygoidea Enderlein, 1909
- Podred Arctoperlaria
  - Infrared Euholognatha
  - infrared Systellognatha
- Porodica †Gulouidae Béthoux, Cui, Kondratieff, Stark & Ren, 2011
  - Rod †Gulou Béthoux, Cui, Kondratieff, Stark & Ren, 2011
- Porodica †Perlapsocidae Pinto & Pineiro, 2000
  - Rod †Perlapsocus Pinto & Pineiro, 2000
- Porodica †Perlopseidae Martynov, 1940
- Rod †Perlopsis Martynov, 1940
- Rod †Fluminiperla Lin, 1980
- Rod †Idiastogyia Lin, 1986
- Rod †Kaptsheranga Sinitshenkova, 1985
- Rod †Marciperla Lin, 1986
- Rod †Mesonotoperla Riek, 1954
- Rod †Thaumatophora Riek, 1976